# Mammifères aux Bouffes du Nord
Albums de Christophe Miossec
Mammifères
(2016)
Mammifères aux Bouffes du Nord est le premier album live de Christophe Miossec sorti le 20 octobre 2017. Il est composé d'un CD et d'un DVD. Ce concert a été enregistre aux Bouffes du Nord à Paris en novembre 2016, lors de la tournée de l'album Mammifères.
Ce disque n'a pas été retravaillé en studio, mis à part quelques détails techniques, et a été enregistré par Aurélien Paviot tandis que la réalisation vidéo a été faite par Yann Orhan.

## Liste des titres

### Titres du CD audio
| No  | Titre                         | Durée |
| --- | ----------------------------- | ----- |
| 1.  | On y va                       |       |
| 2.  | La nuit est bleue             |       |
| 3.  | On vient à peine de commencer |       |
| 4.  | La vie vole                   |       |
| 5.  | Les Écailles                  |       |
| 6.  | Cascadeur                     |       |
| 7.  | Des touristes                 |       |
| 8.  | Alouette                      |       |
| 9.  | Papa                          |       |
| 10. | Je m'en vais                  |       |
| 11. | Nos morts                     |       |
| 12. | Le Plaisir, les Poisons       |       |
| 13. | Brest                         |       |
| 14. | La Mélancolie                 |       |
| 15. | Après le bonheur              |       |

### Titres du DVD
| No  | Titre                                           | Durée |
| --- | ----------------------------------------------- | ----- |
| 1.  | On y va                                         |       |
| 2.  | Après le bonheur                                |       |
| 3.  | Le Roi                                          |       |
| 4.  | L'Innocence                                     |       |
| 5.  | La nuit est bleue                               |       |
| 6.  | On vient à peine de commencer                   |       |
| 7.  | La vie vole                                     |       |
| 8.  | Les Écailles                                    |       |
| 9.  | Cascadeur                                       |       |
| 10. | Des touristes                                   |       |
| 11. | Alouette                                        |       |
| 12. | Papa                                            |       |
| 13. | Le Défroqué                                     |       |
| 14. | Les Mouches                                     |       |
| 15. | Je m'en vais                                    |       |
| 16. | Que devient ton poing quand tu tends les doigts |       |
| 17. | Les bières aujourd'hui s'ouvrent manuellement   |       |
| 18. | Nos morts                                       |       |
| 19. | Le Plaisir, les Poisons                         |       |
| 20. | Brest                                           |       |
| 21. | La Mélancolie                                   |       |
| 22. | Après le bonheur                                |       |
| 23. | Générique de fin                                |       |

## Musiciens
- Christophe Miossec : chant